# Lupinus eanophyllus
Lupinus eanophyllus är en ärtväxtart som beskrevs av Charles Piper Smith. Lupinus eanophyllus ingår i släktet lupiner, och familjen ärtväxter. Inga underarter finns listade i Catalogue of Life.